# Xylocopa rufidorsum
Xylocopa rufidorsum là một loài Hymenoptera trong họ Apidae. Loài này được Enderlein mô tả khoa học năm 1913.